# مرکز ملی آمار (ایتالیا)
مرکز ملی آمار ایتالیا (به ایتالیایی: Istituto Nazionale di Statistica) یک انیستیتو ملی آمار ایتالیایی است. فعالیت‌های آن شامل سرشماری ملی جمعیت، سرشماری وضعیت اقتصادی و شماری دیگر از آمارگیری‌های اجتماعی، اقتصادی و محیط زیستی و همچنین آنالیز آن‌ها است. این مرکز بزرگ‌ترین تولید کنند اطلاعات آماری در ایتالیا و یکی از اعضا مهم سیستم آماری اروپا است که توسط یورو استت مدیریت می‌شود.
نشریات این مرکز تحت لیسانس و حق نشر کرییتیو کامنز چاپ می‌شود.